# Louis Leithold
Louis Leithold (San Francisco, California, 16 de noviembre de 1924-Los Ángeles, 29 de abril de 2005) fue un Matemático y Profesor estadounidense. Es principalmente conocido por ser el autor del libro El Cálculo (The Calculus), un libro de texto clásico que cambió el método de enseñanza del cálculo en la educación media y universitaria. También se le conoce por haber sido profesor de Jaime Escalante, un profesor boliviano que trabajaba con adolescentes de Los Ángeles y cuya historia fue llevada al cine en 1988 en la película Stand and Deliver.

## Biografía
Leithold obtuvo el grado de Maestría y Doctorado en la Universidad de California en Berkeley. Ejerció la docencia en la Universidad de Phoenix, Arizona, la Universidad Estatal de California, Los Ángeles, la Universidad del Sur de California, la Universidad Pepperdine y la Universidad Abierta del Reino Unido. En 1968 publica El Cálculo, un superventas que simplificó su enseñanza.
A la edad de 72 años, después de su retiro en Pepperdine, comenzó a enseñar cálculo en la Malibu High School, preparando a sus alumnos para exámenes de certificación universitarios, teniendo un éxito considerable. También impartió talleres para otros profesores de cálculo; uno de los asistentes a estos talleres fue el boliviano Jaime Escalante, quien trabajaba con estudiantes de minorías étnicas de la preparatoria Garfield en el Este de Los Ángeles y cuya historia fue llevada al cine.
Leithold murió de causas naturales el 29 de abril de 2005, una semana antes de que sus alumnos presentaran con gran éxito sus exámenes.